# Sukarno
Sukarno (født 6. juni 1901 i Surabaya, død 21. juni 1970 i Jakarta) var Indonesiens første præsident. Han regerede landet fra 1945/1949 til 1967, hvor han blev afsat af Suharto. Som mange javanesiske personer havde han kun ét navn – i visse (religiøse) sammenhænge blev han dog også omtalt Achmed Sukarno.
Sukarnos datter, Megawati Sukarnoputri, var præsident i perioden 2001-04. 

## Biografi

### Opvækst
Sukarno var søn af en javanesisk skolelærer. Han var siden sin ungdom optaget af politik.

### Sukarno får magten
I 1927 stiftede han det indonesiske nationalparti, som arbejdede for uafhængighed af den hollandske kolonimagt. Sukarno betragtede den japanske besættelse som en befrielse af Indonesien og under anden verdenskrig arbejdede han som japansk rådgiver og progagandachef. Efter Japans kapitulation i 1945 erklærede han Indonesien selvstændigt. Officelt blev det selvstændigt i 1949 efter kampe mod Holland. 
Som præsident havde Sukarno vanskeligt ved at styre landets skrantende økonomi. I 1956 eller 1960 afskaffede han parlamentet og indførte et såkaldt "ledet demokrati", som dog var mere ledet end demokratisk. Usædvanlige politiske projekter førte landet i krise. Ligesom Mao Zedong var Sukarno villig til at bruge sin position til et kup nedad i systemet, idet han uden held forsøgte at vælte den militære ledelse. Denne hændelse tvang ham til at overgive magten til general Suharto, som i 1967 overtog præsidentbedet.

### Senere liv
Sukarno døde i 1970, men er fortsat genstand for national dyrkelse.